# Nederlandse kampioenschappen indooratletiek 1999
De Nederlandse kampioenschappen indooratletiek 1999 werden op 20 en 21 februari in de Houtrusthallen in Den Haag gehouden.

## Uitslagen

### 60 m
| rang   | atleet         | prestatie |
| ------ | -------------- | --------- |
| Goud   | Troy Douglas   | 6,70 s    |
| Zilver | Dennis Tilburg | 6,76 s    |
| Brons  | Timothy Beck   | 6,78 s    |

| rang   | atlete            | prestatie |
| ------ | ----------------- | --------- |
| Goud   | Anja Mulder       | 7,55 s    |
| Zilver | Esther van Ooijen | 7,55 s    |
| Brons  | Annemarie Kramer  | 7,59 s    |

### 200 m
| rang   | atleet             | prestatie |
| ------ | ------------------ | --------- |
| Goud   | Patrick van Balkom | 20,99 s   |
| Zilver | Pally de Leuw      | 21,30 s   |
| Brons  | Dennis Tilburg     | 21,71 s   |

| rang   | atlete            | prestatie |
| ------ | ----------------- | --------- |
| Goud   | Lotte Visschers   | 24,18 s   |
| Zilver | Ester Goossens    | 24,29 s   |
| Brons  | Esther van Ooijen | 24,67 s   |

### 400 m
| rang   | atleet        | prestatie |
| ------ | ------------- | --------- |
| Goud   | Julien Hagen  | 47,46 s   |
| Zilver | Frank Peeters | 47,82 s   |
| Brons  | Jeroen Prent  | 48,06 s   |

| rang   | atlete          | prestatie |
| ------ | --------------- | --------- |
| Goud   | Ester Goossens  | 52,19 s   |
| Zilver | Lotte Visschers | 54,15 s   |
| Brons  | Mireille Hesper | 56,14 s   |

### 800 m
| rang   | atleet          | prestatie |
| ------ | --------------- | --------- |
| Goud   | Bram Som        | 1.48,66   |
| Zilver | Michel Löschner | 1.49,93   |
| Brons  | Roel de Haan    | 1.51,30   |

| rang   | atlete          | prestatie |
| ------ | --------------- | --------- |
| Goud   | Ester Goossens  | 2.03,80   |
| Zilver | Stella Jongmans | 2.06,13   |
| Brons  | Anjolie Wisse   | 2.06,22   |

### 1500 m
| rang   | atleet          | prestatie |
| ------ | --------------- | --------- |
| Goud   | Johan de Koning | 3.46,85   |
| Zilver | Marc van Dijk   | 3.47,03   |
| Brons  | Wouter Timmer   | 3.48,28   |

| rang   | atlete              | prestatie |
| ------ | ------------------- | --------- |
| Goud   | Silvia Kruijer      | 4.15,04   |
| Zilver | Yvonne van der Kolk | 4.15,20   |
| Brons  | Anjolie Wisse       | 4.22,31   |

### 3000 m
| rang   | atleet         | prestatie |
| ------ | -------------- | --------- |
| Goud   | Ramses Bekkenk | 8.14,45   |
| Zilver | Bob Winter     | 8.15,28   |
| Brons  | Stan Rijken    | 8.15,56   |

| rang   | atlete                  | prestatie |
| ------ | ----------------------- | --------- |
| Goud   | Silvia Kruijer          | 9.30,24   |
| Zilver | Liesbeth van der Heuvel | 9.30,40   |
| Brons  | Sandra Hofmans          | 9.30,50   |

### 60 m horden
| rang   | atleet        | prestatie |
| ------ | ------------- | --------- |
| Goud   | Robin Korving | 7,69 s    |
| Zilver | Bart Bennema  | 7,84 s    |
| Brons  | Sven Ootjers  | 8,06 s    |

| rang   | atlete            | prestatie |
| ------ | ----------------- | --------- |
| Goud   | Judith Vos        | 8,55 s    |
| Zilver | Ilja Voltman      | 8,59 s    |
| Brons  | Esther van Ooijen | 8,69 s    |

### hoogspringen
| rang   | atleet                  | prestatie |
| ------ | ----------------------- | --------- |
| Goud   | Björn Groen             | 2,11 m    |
| Zilver | Sven Ootjers            | 2,08 m    |
| Brons  | Michiel van de Goolberg | 2,00 m    |

| rang   | atlete           | prestatie |
| ------ | ---------------- | --------- |
| Goud   | Marloes Lammerts | 1,76 m    |
| Zilver | Tosca Hillers    | 1,73 m    |
| Brons  | Titia van Osch   | 1,73 m    |

### hink-stap-springen
| rang   | atleet           | prestatie |
| ------ | ---------------- | --------- |
| Goud   | Martijn Delissen | 14,78 m   |
| Zilver | Jermaine Sedoc   | 14,73 m   |
| Brons  | Mark Vlaanderen  | 14,40 m   |

| rang   | atlete             | prestatie |
| ------ | ------------------ | --------- |
| Goud   | Janneke Hulshof    | 12,01 m   |
| Zilver | Sophia Bentoh      | 11,76 m   |
| Brons  | Larissa Bronkhorst | 11,68 m   |

### polsstokhoogspringen
| rang   | atleet            | prestatie |
| ------ | ----------------- | --------- |
| Goud   | Laurens Looije    | 5,50 m    |
| Zilver | Richel Keysers    | 5,00 m    |
| Brons  | Sander Mechielsen | 4,40 m    |

| rang   | atlete              | prestatie |
| ------ | ------------------- | --------- |
| Goud   | Monique de Wilt     | 4,00 m    |
| Zilver | Sandra van der Geer | 3,60 m    |
| Brons  | Saidjah Rozenblad   | 3,10 m    |

### verspringen
| rang   | atleet        | prestatie |
| ------ | ------------- | --------- |
| Goud   | Chiel Warners | 7,66 m    |
| Zilver | Niels Kruller | 7,65 m    |
| Brons  | Bas de Vos    | 7,50 m    |

| rang   | atlete           | prestatie |
| ------ | ---------------- | --------- |
| Goud   | Anja Mulder      | 6,11 m    |
| Zilver | Deborah den Boer | 6,01 m    |
| Brons  | Karin Ruckstuhl  | 5,77 m    |

### kogelstoten
| rang   | atleet              | prestatie |
| ------ | ------------------- | --------- |
| Goud   | Ben Vet             | 18,28 m   |
| Zilver | Pieter van der Kruk | 17,80 m   |
| Brons  | Stein Kuiper        | 17,36 m   |

| rang   | atlete          | prestatie |
| ------ | --------------- | --------- |
| Goud   | Corrie de Bruin | 18,44 m   |
| Zilver | Lieja Koeman    | 18,14 m   |
| Brons  | Saskia Meijer   | 14,31 m   |

1969 · 
1970 · 
1971 · 
1972 · 
1973 · 
1974 · 
1975 · 
1976 · 
1977 · 
1978 · 
1979 ·
1980 · 
1981 · 
1982 · 
1983 · 
1984 · 
1985 · 
1986 · 
1987 · 
1988 · 
1989 · 
1990 · 
1991 · 
1992 · 
1993 · 
1994 · 
1995 · 
1996 · 
1997 · 
1998 · 
1999 · 
2000 · 
2001 · 
2002 · 
2003 · 
2004 · 
2005 · 
2006 · 
2007 · 
2008 · 
2009 · 
2010 · 
2011 · 
2012 · 
2013 · 
2014 ·
2015 ·
2016 ·
2017 ·
2018 ·
2019 · 
2020 · 
2021 · 
2022 · 
2023 · 
2024 · 
2025